# Oğuz Yılmaz (Unternehmer)

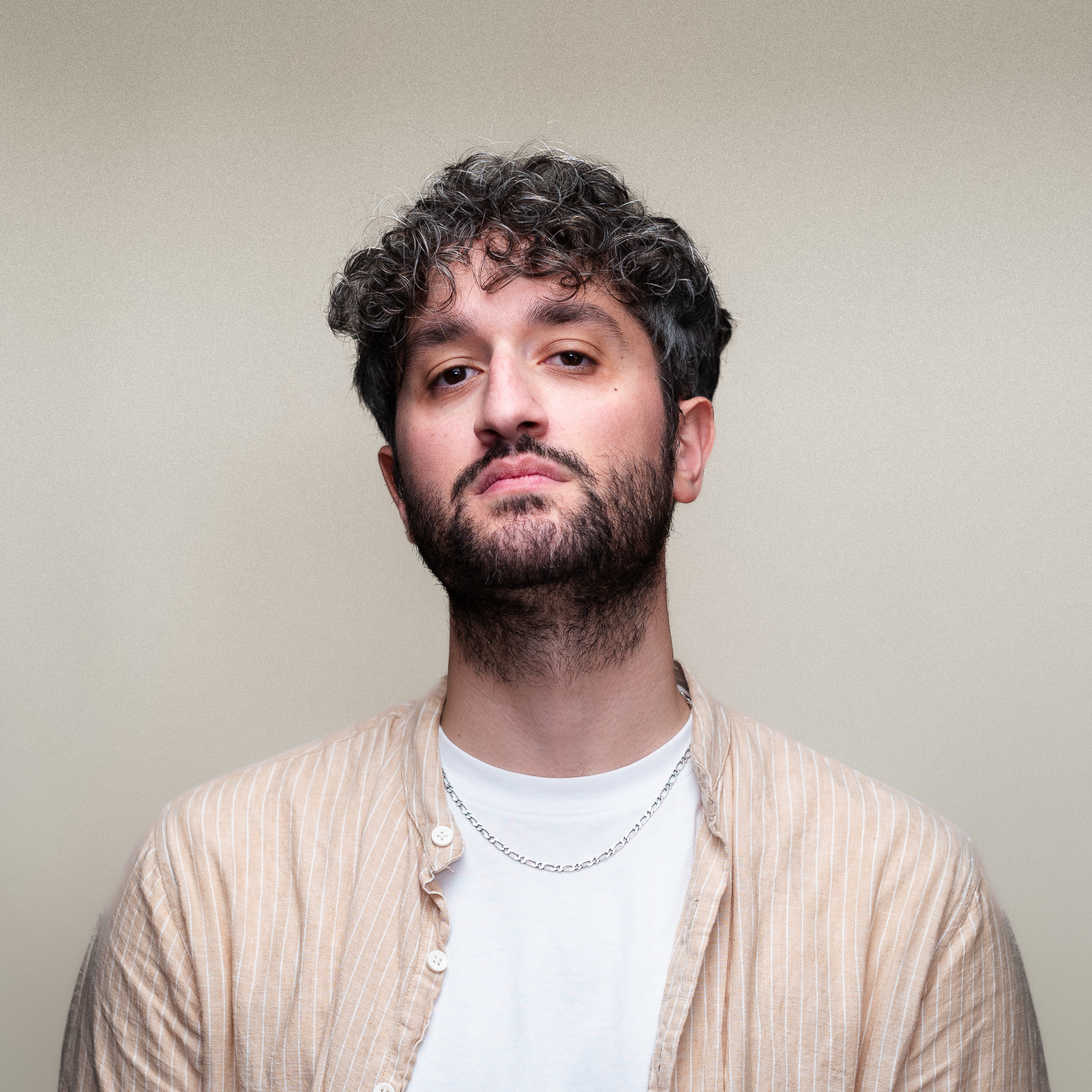
Oğuz Yılmaz, 2023

Oğuz Yılmaz  (* 17. April 1991 in Neumarkt in der Oberpfalz) ist ein deutsch-türkischer Autor, Digital-Berater und Künstler-Manager sowie ehemaliger Komiker und Musiker. Er wurde als Mitglied der Comedy-Gruppe Y-Titty bekannt.

## Leben

### Frühe Jahre
Yılmaz wuchs in Freystadt auf und besuchte das Gymnasium Hilpoltstein. Er trat im Jahr 2009 dem Comedytrio Y-Titty bei, mit dem er von Ende 2012 bis Mitte 2014 den meistabonnierten deutschsprachigen YouTube-Kanal betrieb. Nach der Auflösung von Y-Titty im Dezember 2015 gab Yılmaz bekannt, sich vorrangig Tätigkeiten hinter der Kamera zu widmen.
Yılmaz lebt seit 2010 in Köln und ist seit 2015 verheiratet.

### Weitere Aktivitäten und Künstlermanagement
Yılmaz trat und tritt bei verschiedenen Veranstaltungen als Moderator, Referent oder Experte auf, unter anderem auf der re:publica 2016, dem Medientreffpunkt Mitteldeutschland 2016 oder der #INREACH 2017.
Im Mai 2016 gründete Yılmaz mit seinem Partner Lukas Schneider die Social-Media-Agentur whylder. In Zusammenarbeit mit der Hochschule Düsseldorf veröffentlichte die Agentur die Studie Wie snappt Deutschland? Ende 2018 verließ Yılmaz whylder und übernahm das Management für die YouTuberin Mirella Precek alias „mirellativegal“.
2020 gründete er gemeinsam mit dem Medien-Unternehmer Felix Hummel das Künstlermanagement YilmazHummel, das Social-Media-Persönlichkeiten wie Mirella Precek („mirellativegal“), Gordon Prox und Aljosha Muttardi („Vegan ist ungesund“), die Jam-Skaterin Oumi Janta sowie die Journalistin Alice Hasters vertritt. Das Management hat sich auf Künstler aus dem Bereich der Nachhaltigkeit spezialisiert und promotet Themen wie Umweltschutz, Diversität und Nachhaltigkeit.
Im Herbst 2020 wurde Yılmaz in die Liste der Forbes 30 Under 30 im deutschsprachigen Raum aufgenommen.
Yılmaz und Daniel Zoll veröffentlichen in unregelmäßigen Abständen den Podcast buzzywords mit Themen „rund um Social Media und Neuigkeiten aus der digitalen Welt“.
Yılmaz ist Vizepräsident der Academy des Deutschen Webvideopreises (WVP) und engagiert sich in Kooperation mit der Aktion Mensch für die Gleichstellung von Menschen mit Behinderung.

## Bibliographie
- mit Marc Oliver Opresnik: Die Geheimnisse erfolgreichen YouTube-Marketings: Von YouTubern lernen und Social Media Chancen nutzen. Springer Gabler, Wiesbaden 2016, ISBN 978-3-662-50316-4.
- mit Y-Titty: Das Buch YOLO. Carlsen, Hamburg 2013, ISBN 978-3-551-68427-1.
- mit Y-Titty: NICHT-Buch. Carlsen, Hamburg 2012, ISBN 978-3-551-68422-6.